# Plocamione hystrix
Plocamione hystrix är en svampdjursart som först beskrevs av Duncan in Ridley 1881.  Plocamione hystrix ingår i släktet Plocamione och familjen Raspailiidae. Inga underarter finns listade i Catalogue of Life.